# 酒私風雲 (第二季)
HBO電視劇《酒私風雲》第二季於2011年9月25日首播， 2011年12月11日完結，共有12集。本劇由泰倫斯·溫特創作，根據尼爾森·強森的書籍《酒私風雲：大西洋城的出生、巔峰和腐敗》（Boardwalk Empire: The Birth, High Times, and Corruption of Atlantic City）改編而成。故事設定在禁酒時期的新澤西州大西洋城。由史提夫·布斯美飾演伊努·「努基」·湯普森（其原型是真實歷史的伊努·L·強森），他是在1920年代及1930年代的禁酒令期間躍升成為掌控大西洋城的政治人物。第二季內容發生在1921年2月至8月之間。第二季的DVD及藍光光碟於2012年8月28日發售。

## 演員

### 主要
傑克·休斯頓和珂茜·莫爾在第一季出現了幾集，第二季則晉升為固定演員。
- 史提夫·布斯美 飾 伊努·「努基」·湯普森
- 米高·彼特 飾 詹姆斯·「吉米」·達摩狄
- 凱莉·麥當勞 飾 瑪格麗特·湯普森
- 麥可·夏儂 飾 尼爾森·范奧登
- 謝伊·惠格姆 飾 艾利亞思·「伊萊」·湯普森（Elias "Eli" Thompson）
- 雅莉莎·帕拉狄諾 飾 安潔菈·達摩狄（Angela Darmody）
- 米高·舒伯 飾 阿諾·羅斯汀
- 史提芬·格拉漢姆 飾 艾爾·卡彭
- 文森特·皮亞扎 飾 查理·盧西安諾
- 帕茲·德·拉·維爾塔 飾 露西·丹席格（Lucy Danziger）
- 迈克尔·K·威廉姆斯 飾 艾伯特·「查克」·懷特（Albert "Chalky" White）
- 安東尼·拉休拉 飾 艾迪·凱斯勒（Eddie Kessler）
- 保羅·斯帕克斯 飾 米奇·道爾
- 傑克·休斯頓 飾 理查·哈洛
- 珂茜·莫爾 飾 吉莉安·達摩狄（Gillian Darmody）
- 達布尼·柯曼 飾 路易斯·凱斯納（Louis Kaestner）

### 常設
- 查理·考克斯 飾 Owen Sleater
- Josie和Lucy Gallina 飾 Emily Schroeder
- 希瑟·林德 飾 Katy
- Declan和Rory McTigue 飾 Theodore "Teddy" Schroeder
- 阿納托爾·優素福 飾 邁爾·蘭斯基
- 羅伯·哥希斯 飾 Alderman Jim Neary
- Kevin O'Rourke 飾 愛德華·L·巴德
- Brady和Connor Noon 飾 Tommy Darmody
- 多米尼克·查尼斯 飾 Leander Whitlock
- Joseph Aniska 飾 探員Stan Sawicki
- 威廉·佛塞 飾 Munya "Manny" Horvitz
- 茱莉安娜·妮克遜 飾 Esther Randolph
- 格倫·弗萊舍爾 飾 喬治·雷穆斯
- 埃里克·拉雷·哈維 飾 Dunn Purnsley
- Adam Mucci 飾 Deputy Halloran
- 克里斯汀·塞德爾 飾 Sigrid
- Brandon Zumsteg 飾 Brian Thompson
- David Aaron Baker 飾 Bill Fallon
- Matthew Broadley 飾 Patrick Thompson
- Pearce Bunting 飾 比爾·麥考伊
- William Hill 飾 Alderman George O'Neill
- 克里斯托弗·麥克唐納 飾 哈里·M·多赫蒂
- Natalie Wachen 飾 Lenore White
- 湯姆·阿爾德里奇 飾 Ethan Thompson
- 格雷格·安東納奇 飾 強尼·托里奧
- Ed Jewett 飾 傑斯·史密斯
- 查理·普魯瑪（英语：Charlie Plummer） 飾 Michael Thompson
- Ted Rooney 飾 John McGarrigle
- 米高·澤根 飾 畢斯·西格爾
- 史蒂芬·德羅薩 飾 埃迪·康托爾
- Christina Jackson 飾 Maybelle White
- 彼特·麥克羅比（英语：Peter McRobbie） 飾 Supervisor Frederick Elliot
- 傑里夫·貝爾遜（英语：Geoff Pierson） 飾 華爾特·埃奇（英语：Walter Evans Edge）

## 集數
| 總集數 | 集數 （季） | 標題                               | 導演            | 編劇                                       | 首播日期       | 美國收視人數 （百萬） |
| ------ | ----------- | ---------------------------------- | --------------- | ------------------------------------------ | -------------- | --------------------- |
| 13     | 1           | "21"                               | 提姆·范恩·派頓  | 泰倫斯·溫特                                | 2011年9月25日  | 2.91                  |
| 14     | 2           | "Ourselves Alone"                  | 大衛·皮翠爾卡   | 侯活·科德                                  | 2011年10月2日  | 2.59                  |
| 15     | 3           | "A Dangerous Maid"                 | 蘇珊娜·懷特     | 伊塔馬爾·莫塞斯                            | 2011年10月9日  | 2.86                  |
| 16     | 4           | "What Does the Bee Do?"            | 艾德·比安奇     | Steve Kornacki                             | 2011年10月16日 | 2.55                  |
| 17     | 5           | "Gimcrack & Bunkum"                | 提姆·范恩·派頓  | 侯活·科德                                  | 2011年10月23日 | 2.69                  |
| 18     | 6           | "The Age of Reason"                | 傑里米·珀德斯瓦 | 貝絲希芭·多蘭                              | 2011年10月30日 | 2.63                  |
| 19     | 7           | "Peg of Old"                       | 艾倫·庫爾特     | 侯活·科德、Steve Kornacki 及 貝絲希芭·多蘭 | 2011年11月6日  | 2.74                  |
| 20     | 8           | "Two Boats and a Lifeguard"        | 提姆·范恩·派頓  | 泰倫斯·溫特                                | 2011年11月13日 | 2.54                  |
| 21     | 9           | "Battle of the Century"            | 布拉德·安德森   | Steve Kornacki                             | 2011年11月20日 | 2.55                  |
| 22     | 10          | "Georgia Peaches"                  | 傑里米·珀德斯瓦 | Dave Flebotte                              | 2011年11月27日 | 2.73                  |
| 23     | 11          | "Under God's Power She Flourishes" | 艾倫·庫爾特     | 侯活·科德                                  | 2011年12月4日  | 2.97                  |
| 24     | 12          | "To the Lost"                      | 提姆·范恩·派頓  | 泰倫斯·溫特                                | 2011年12月11日 | 3.01                  |

## 外部連結
- 官方网站
- 《Boardwalk Empire》各集列表 来自互联网电影数据库